# РГ-42
РГ-42 (индекс ГРАУ - 57-Г-703М) — советская наступательная ручная осколочная граната дистанционного действия, предназначенная для поражения живой силы и техники противника на близких расстояниях.

## История
В начале 1942 года граната была разработана С. Г. Коршуновым и принята на вооружение Красной Армии на замену РГ-41 и РГД-33.
Во время Великой Отечественной войны граната массово производилась не только на оружейных заводах, но и на неспециализированных предприятиях, имевших оборудование для штамповки и точечной сварки (в том числе, на консервных фабриках). После окончания войны поставлялась в армии ряда социалистических стран, производилась в КНР («тип 42»), Польше (RG-42) и Румынии (RG-42).
В 1950-1953 гг. гранаты РГ-42 использовались в ходе войны в Корее, после окончания войны они остались на вооружении Корейской Народной армии и в стране было освоено их производство.
Позднее гранаты РГ-42 (вместе с гранатами иных систем) применялись НФОЮВ в ходе войны во Вьетнаме.
В 1992-1993 гг. гранаты применялись в ходе войны в Абхазии.
По состоянию на 2000 год, на постсоветском пространстве гранаты РГ-42 были давно сняты с вооружения, однако всё ещё имелись на военных складах в значительном количестве. Отмечены случаи их применения и в последующее время. 
Гранаты использовались в ходе вооружённого конфликта на востоке Украины.

## Конструкция
РГ-42 отличается предельно простой и технологичной конструкцией: цилиндрический корпус гранаты представляет собой тонкостенную консервную банку, внутри которой находится заряд взрывчатки (тротила) массой 110 граммов. С целью увеличения числа осколков и поражающей способности гранаты внутри корпуса по стенкам проложена свернутая в четыре-шесть слоев лента из тонкой стали с насечками для образования осколков. К верхней крышке корпуса присоединена рукоять, в которую ввинчивают запал (до ввинчивания запала фланец закрыт пластмассовой пробкой). С гранатами РГ-42 могут использоваться запалы УЗРГ обр. 1941 года, УЗРГМ (принятый на вооружение в 1954 году вместе с РГД-5) или УЗРГМ-2.
Радиус разлёта осколков составляет 25 метров, дальность броска зависит от физических качеств солдата и в среднем составляет 35—40 метров.
Боевая граната окрашивается в зелёный цвет (от хаки до темно-зелёного).

## Укупорка
Гранаты РГ-42 упаковываются в деревянные ящики по 20 штук. Запалы УЗРГМ хранятся в этом же ящике отдельно в двух металлических герметично запаянных банках (по 10 штук в банке). Вес ящика 16 кг.

## Варианты и модификации
- RG-42 - ручная граната польского производства, выпускалась с запалом УЗРГМ[14], не производится.
- RG-42 - ручная граната румынского производства, которая серийно выпускается заводом "Uzina Mecanică Mija" и предлагается на экспорт[15]
- К-51 - советская газовая граната нелетального действия, разработанная в конце 1970х годов и производившаяся в 1980е годы. Имела пластмассовый корпус с металлическим дном (не дававший осколков), в котором находился заряд порошкообразного ирританта, комплектовалась запалом[16].
- учебная граната - с инертным снаряжением, предназначена для обучения солдат метанию гранат.
  - советские учебные гранаты РГ-42 были окрашены в чёрный цвет, на их корпусе нанесены литеры УЧ.
  - первые польские учебные гранаты (granat ćwiczebny RG-42) были окрашены в зелёный цвет, но для отличия от боевых на их корпусе была нанесена поперечная белая полоса; учебные гранаты CGR-42A были окрашены в чёрный цвет, на их корпусе была нанесена поперечная красная полоса[17]

## Страны-эксплуатанты
- СССР — на советских складах мобилизационного резерва запасы гранат сохранялись по меньшей мере, до начала 1990-х годов[18].
- Вьетнам
- ГДР - на вооружении ННА ГДР[19]
- Ирак[20]
- Китай[21]
- КНДР - копии гранаты РГ-42 производства КНДР оставались на вооружении в 1997 году[5]
- Ливан - 10 июля 2008 года 20 000 шт. снятых с вооружения ручных гранат RG-42 были поставлены из Польши для вооружённых сил Ливана[22]
- Народная Республика Болгария[23]
- Польша — в 1943 году гранаты получила 1-я польская пехотная дивизия имени Т. Костюшко, а позднее — и другие польские части; после окончания войны, граната выпускалась для польской армии под наименованием RG-42. В 1987 году было принято решение о разработке новой наступательной гранаты, в 1989 году - разработана граната RGZ-89, однако и в 2021 году гранаты RG-42 оставались на вооружении[24]
- Румыния - в 1944—1945 гг. некоторое количество гранат (вместе с другим вооружением советского производства) было передано на вооружение 1-й румынской пехотной дивизии им. Тудора Владимиреску, позднее их производство было освоено для вооружённых сил Румынии.
- Украина — некоторое количество гранат оставалось на хранении[25][26][27] по меньшей мере до ноября 2018 года[28]; последний известный случай использования - весной 2024 года[29]
- Финляндия - трофейные гранаты использовались финскими войсками[30]
- Чехословакия — 1-й отдельный Чехословацкий пехотный батальон под командованием Л. Свободы получил гранаты в 1942 году (вместе с другим оружием советского производства), в дальнейшем их получили другие подразделения Чехословацкого армейского корпуса
- Югославия - советские гранаты РГ-42 были приняты на вооружение под названием РБ-42[31]